# Siharbangan
Siharbangan is een bestuurslaag in het regentschap Tapanuli Tengah van de provincie Noord-Sumatra, Indonesië. Siharbangan telt 528 inwoners (volkstelling 2010).